# Yeniyer

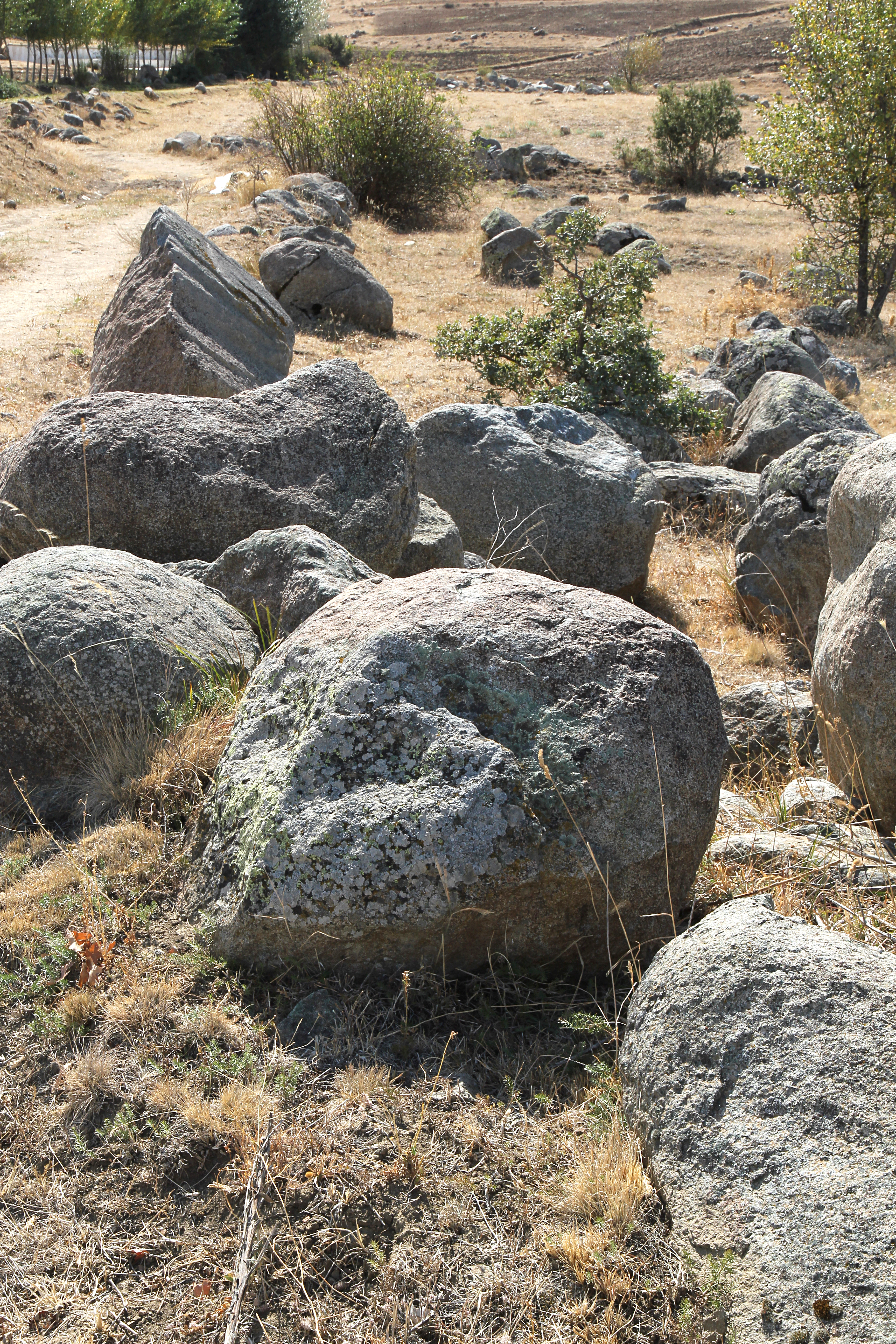
Granitblöcke im Hapis Boğazı bei Yeniyer

Yeniyer (bis 2013 Karakız) ist eine Gemeinde im Landkreis Sorgun der türkischen Provinz Yozgat. Der Ort liegt etwa 15 Kilometer östlich der Kreisstadt Sorgun und 50 Kilometer östlich der Provinzhauptstadt Yozgat.
Nordöstlich der Gemeinde liegt das Tal Hapis Boğazı, durch das ein Bach zum Çekerek Çayı fließt. Ein Gebiet von 2,5 × 1,0 Kilometern von Yeniyer bis zum Hapis Boğazı ist übersät mit Granitblöcken, die durch den Mutterboden durchbrechen. Das Gelände war in hethitischer Zeit, im späten 2. Jahrtausend v. Chr., ein Steinbruch und eine Bildhauerwerkstatt, wo zahlreiche bearbeitete Steine sowie zwei Säulenbasen mit Löwen gefunden wurden.